# Vaga coreana de 1996
La vaga coreana de 1996, que va durar els mesos de desembre de 1996 i de gener de 1997, va ser la primera vaga general de Corea del Sud i la més seguida de la seva història, amb més de 700.000 persones que no van anar a treballar els dies indicats.

## Esdeveniments
La Federació de sindicats de Corea va convocar una vaga general per protestar pel desfasament entre les lleis laborals de l'època i la creixent modernització del país. Els primers a sumar-se van ser els treballadors del sector automobilístic, de gran influència, i posteriorment es van afegir els conductors del transport públic i els empleats als hospitals. La resposta del govern va ser declarar il·legal la vaga i va instar les empreses afectades a contractar altres treballadors, fet que va provocar l'extensió de les protestes a altres sectors.
La policia va contraatacar amb força, usant gasos lacrimògens per dispersar les manifestacions. Els estudiants van donar suport als vaguistes, augmentant el nivell de violència dels aldarulls al carrer, cosa que va provocar que el govern accedís a negociar, després de veure com la pressió internacional s'aguditzava, ja que s'havien aturat les exportacions de productes claus per al mercat occidental. Diversos sindicats d'altres països van organitzar manifestacions per condemnar els incidents.

## Conseqüències

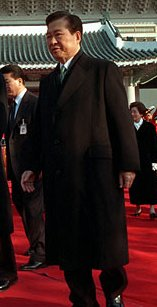
Kim Dae-Jung, president coreà, qui va reprimir amb duresa la vaga

Una primera conseqüència de la vaga va ser la retirada de la llei que permetia un acomiadament gairebé lliure. Va evidenciar la divisió entre els dos sindicats majoritaris (FKTU i KCTU), perquè uns eren partidaris de negociar i els altres de l'acció directa davant l'ús de la força per part de la policia. Aquestes estratègies es repetirien en futurs conflictes. El govern va perdre força popularitat, perquè sumat a la indignació per la violència policial, la vaga va destapar escàndols de corrupció que afectaven membres de l'executiu lligats a les principals empreses de cotxes. Pel que fa al moviment obrer, va ser una fita important donat que per primer cop es van aliar els treballadors de sectors diversos i de diferent qualificació.
176 empreses es veieren afectades per la vaga dels seus treballadors, amb pèrdues de fins a 2.3000.000 de dòlars, en els dos dies de vaga general i les aturades parcials per sectors que es van produir al llarg dels gairebé dos mesos en què van tenir lloc les protestes. Les companyies més perjudicades van ser les dedicades a la fabricació d'automòbils, maquinària i el sector naval.
Els vaguistes, però, no van aconseguir gran part de les seves reivindicacions malgrat l'enorme mobilització ciutadana. Així, els funcionaris van continuar amb el dret d'associació restringit, es va denegar la pujada de salaris i no es van pagar les indemnitzacions acordades. La crisi econòmica del país que esclatà just en aquell any va empitjorar de fet les condicions de tots els treballadors.